# Cleveland-Klasse
Die Cleveland-Klasse war eine Klasse Leichter Kreuzer der United States Navy. Zwischen Juni 1942 und Oktober 1946 wurden 27 Kreuzer der Klasse in Dienst gestellt, sie blieben bis 1956 im Einsatz. Die Kreuzer wurden hauptsächlich auf dem pazifischen Kriegsschauplatz eingesetzt, einige aber auch in Europa und vor der Küste Nordafrikas. Lediglich ein Schiff – die USS Manchester – operierte während des Koreakriegs. Neun weitere bereits als Kreuzer auf Kiel gelegte Rümpfe wurden zwischen 1941 und 1943 als leichte Flugzeugträger der Independence-Klasse fertiggestellt. Zwischen 1957 und 1960 wurden sechs der Schiffe zu Lenkwaffenkreuzern umgebaut, die dann als Galveston- und Providence-Klasse eingeteilten Schiffe blieben bis 1979 im Einsatz.

## Geschichte

### Planung und Bau

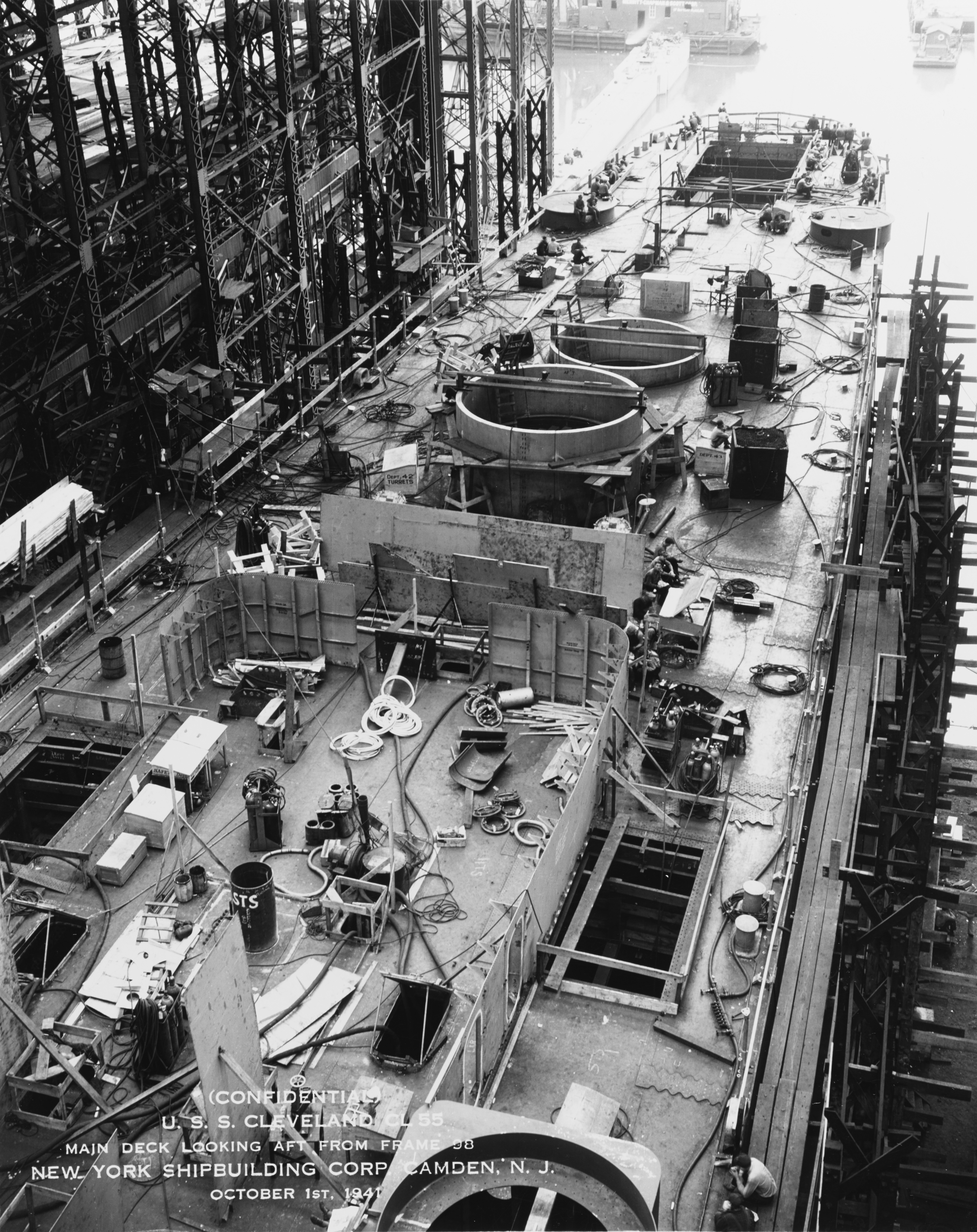
Das Typschiff, die Cleveland, im Bau bei New York Shipbuilding

Die Cleveland-Klasse wurde Ende der 1930er-Jahre als Weiterentwicklung der Brooklyn-Klasse entworfen, die noch unter den Bedingungen und Einschränkungen des Washingtoner Flottenabkommens von 1922 geplant und gebaut wurden. Nach dem Wegfall der vertraglich geregelten Bewaffnungs- und Tonnagegrenzen und nach ersten Erfahrungen anderer kriegführender Staaten mit ihren Kreuzern wurde bei den neuen Kreuzern ein erhöhtes Augenmerk auf eine größere Reichweite und besseren Schutz vor Luftangriffen gelegt. Um diese Ziele ohne zu große Tonnagezuwächse zu erreichen, wurde beim neuen Entwurf auf den fünften Drillingsturm verzichtet, der noch prägend für das Aussehen der Brooklyn-Klasse gewesen war. Auch der Verbesserung der Aufklärungselektronik wurde Rechnung getragen, die Brückenaufbauten erhielten zusätzlichen Platz für Auswertungsräume und verbesserte Nachrichtenverbindungen. Auch wurde gegenüber den Vorgängerklassen der Unterwasserschutz verstärkt.
Die Regierung genehmigte den Bau von insgesamt 39 Kreuzern der Cleveland-Klasse zum Stückpreis von 31 Millionen US-Dollar, wobei die tatsächlichen Baukosten der Kriegseinheiten aber über 40 Millionen US-Dollar betrugen. 33 Einheiten wurden in das Finanzjahr 1940 aufgenommen sowie jeweils drei in die Jahre 1941 und 1942. Die Aufträge wurden an fünf Werften an der Ostküste der Vereinigten Staaten verteilt, mit 17 Schiffen erhielt New York Shipbuilding in Camden, New Jersey den größten Einzelauftrag. Neun der Kreuzer wurden dann aber als leichte Flugzeugträger vollendet. Acht Kreuzer wurden bei Newport News Shipbuilding in Newport News, Virginia auf Kiel gelegt. Jeweils sechs Kreuzer wurden beim Fore River Shipyard von Bethlehem Steel in Massachusetts sowie bei William Cramp and Sons in Philadelphia gebaut. Der Bauauftrag für zwei Kreuzer, der an die Federal Shipbuilding and Drydock Company in Kearny, New Jersey gegangen war, wurde am 16. Dezember 1940 noch weit vor Baubeginn storniert, damit die Werft sich auf den Bau von Zerstörern konzentrieren konnte. Es bestanden Überlegungen, insgesamt bis zu 52 Kreuzer der Cleveland-Klasse zu bauen.

### Einheiten
Nachfolgend eine Übersicht aller 36 geplanten Kreuzer, inklusive der Umbauten zu leichten Flugzeugträgern.
| Kennnummer       | Name                                        | In Dienst                                   | Außer Dienst                                | Verbleib/Schicksal                               |
| ---------------- | ------------------------------------------- | ------------------------------------------- | ------------------------------------------- | ------------------------------------------------ |
| CL-55            | Cleveland                                   | 15. Juni 1942                               | 7. Februar 1947                             | abgebrochen                                      |
| CL-56            | Columbia                                    | 29. Juli 1942                               | 30. November 1946                           | abgebrochen                                      |
| CL-57            | Montpelier                                  | 9. September 1942                           | 24. Januar 1947                             | abgebrochen                                      |
| CL-58            | Denver                                      | 15. Oktober 1942                            | 7. Februar 1947                             | abgebrochen                                      |
| CL-59            | Amsterdam (als Independence fertiggestellt) | Amsterdam (als Independence fertiggestellt) | Amsterdam (als Independence fertiggestellt) | Amsterdam (als Independence fertiggestellt)      |
| CL-60            | Santa Fe                                    | 24. November 1942                           | 19. Oktober 1946                            | abgebrochen                                      |
| CL-61            | Tallahassee (als Princeton fertiggestellt)  | Tallahassee (als Princeton fertiggestellt)  | Tallahassee (als Princeton fertiggestellt)  | Tallahassee (als Princeton fertiggestellt)       |
| CL-62            | Birmingham                                  | 29. Januar 1943                             | 2. Januar 1947                              | abgebrochen                                      |
| CL-63            | Mobile                                      | 24. März 1943                               | 9. Mai 1947                                 | abgebrochen                                      |
| CL-64            | Vincennes                                   | 21. Januar 1944                             | 10. September 1946                          | abgebrochen                                      |
| CL-65            | Pasadena                                    | 8. Juni 1944                                | 12. Januar 1950                             | abgebrochen                                      |
| CL-66/CLG-7/CG-7 | Springfield                                 | 9. September 1944                           | 15. Mai 1974                                | abgebrochen                                      |
| CL-67/CLG-8      | Topeka                                      | 23. Dezember 1944                           | 5. Juni 1969                                | abgebrochen                                      |
| CL-76            | New Haven (als Belleau Wood fertiggestellt) | New Haven (als Belleau Wood fertiggestellt) | New Haven (als Belleau Wood fertiggestellt) | New Haven (als Belleau Wood fertiggestellt)      |
| CL-77            | Huntington (als Cowpens fertiggestellt)     | Huntington (als Cowpens fertiggestellt)     | Huntington (als Cowpens fertiggestellt)     | Huntington (als Cowpens fertiggestellt)          |
| CL-78            | Dayton (als Monterey fertiggestellt)        | Dayton (als Monterey fertiggestellt)        | Dayton (als Monterey fertiggestellt)        | Dayton (als Monterey fertiggestellt)             |
| CL-79            | Wilmington (als Cabot fertiggestellt)       | Wilmington (als Cabot fertiggestellt)       | Wilmington (als Cabot fertiggestellt)       | Wilmington (als Cabot fertiggestellt)            |
| CL-80            | Biloxi                                      | 31. August 1943                             | 29. Oktober 1946                            | abgebrochen                                      |
| CL-81            | Houston                                     | 20. Dezember 1943                           | 15. Dezember 1947                           | abgebrochen                                      |
| CL-82/CLG-6/CG-6 | Providence                                  | 15. Mai 1945                                | 1. Juli 1973                                | abgebrochen                                      |
| CL-83            | Manchester                                  | 29. Oktober 1946                            | 27. Mai 1956                                | abgebrochen                                      |
| CL-85            | Fargo (als Langley fertiggestellt)          | Fargo (als Langley fertiggestellt)          | Fargo (als Langley fertiggestellt)          | Fargo (als Langley fertiggestellt)               |
| CL-84            | unbenannt                                   |                                             |                                             | Bau am 16. Dezember 1940 suspendiert             |
| CL-86            | Vicksburg                                   | 12. Juni 1944                               | 30. Juni 1946                               | abgebrochen                                      |
| CL-87            | Duluth                                      | 18. September 1944                          | 25. Juni 1946                               | abgebrochen                                      |
| CL-88            | unbenannt                                   |                                             |                                             | Bau am 16. Dezember 1940 suspendiert             |
| CL-89            | Miami                                       | 28. Dezember 1943                           | 30. Juni 1947                               | abgebrochen                                      |
| CL-90            | Astoria                                     | 17. Mai 1944                                | 1. Juni 1947                                | abgebrochen                                      |
| CL-91/CLG-5/CG-5 | Oklahoma City                               | 22. Dezember 1944                           | 15. Dezember 1979                           | 1999 als Zielschiff versenkt                     |
| CL-92/CLG-4/CG-4 | Little Rock                                 | 17. Juni 1945                               | 22. November 1976                           | Museumsschiff in Buffalo                         |
| CL-93/CLG-3      | Galveston                                   | 28. Mai 1958                                | 25. Mai 1970                                | abgebrochen                                      |
| CL-94            | Youngstown                                  |                                             |                                             | Bau am 12. August 1945 abgebrochen, verschrottet |
| CL-99            | Buffalo (als Bataan fertiggestellt)         | Buffalo (als Bataan fertiggestellt)         | Buffalo (als Bataan fertiggestellt)         | Buffalo (als Bataan fertiggestellt)              |
| CL-100           | Newark (als San Jacinto fertiggestellt)     | Newark (als San Jacinto fertiggestellt)     | Newark (als San Jacinto fertiggestellt)     | Newark (als San Jacinto fertiggestellt)          |
| CL-101           | Amsterdam                                   | 8. Januar 1945                              | 30. Juni 1946                               | abgebrochen                                      |
| CL-102           | Portsmouth                                  | 25. Juni 1945                               | 15. Juni 1949                               | abgebrochen                                      |
| CL-103           | Wilkes-Barre                                | 1. Juli 1944                                | 9. Oktober 1947                             | 1972 versenkt                                    |
| CL-104/IX-304    | Atlanta                                     | 3. Dezember 1944                            | 1. April 1970                               | 1970 als Zielschiff versenkt                     |
| CL-105           | Dayton                                      | 7. Januar 1945                              | 1. März 1949                                | abgebrochen                                      |

### Modifikationen und Umbauten
Neun Kreuzer der Cleveland-Klasse wurden kurz nach dem Angriff auf Pearl Harbor in einem Notprogramm zu leichten Flugzeugträgern umgebaut und als Independence-Klasse bei der US-Marine in Dienst gestellt.
Um der Topplastigkeit der Kreuzer vorzubeugen, wurde ab dem achten Schiff der Klasse die Panzerung der Aufbauten verringert, zudem wurden während des Krieges Modifikationen an der Bewaffnung und der Elektronik vorgenommen. Aus den gleichen Gründen wurde 1942 eine weiterentwickelte Kreuzerklasse entworfen, die durch verschiedene Modifikationen an Aufbauten und Bewaffnung eine höhere Stabilität erhalten sollten. Von diesen als Fargo-Klasse klassifizierten Schiffen wurden allerdings nur zwei Exemplare fertiggestellt, die erst nach dem Kriegsende die Einsatzbereitschaft erreichten.
In den 1950er-Jahren wurden sechs Kreuzer (Galveston, Little Rock, Oklahoma City, Providence, Springfield, Topeka) zu Lenkwaffenkreuzern umgebaut. Sie erhielten anstelle der achteren 152-mm-Geschütze einen Zwillingsstarter für radargesteuerte Flugabwehrraketen. Die drei mit dem Talos-System ausgerüsteten Schiffe wurden als Galveston-Klasse eingeteilt, die drei Schiffe mit dem Terrier-FK-System wurden als Providence-Klasse klassifiziert. Innerhalb der Klassen gab es Unterschiede. Jeweils zwei Schiffe der Klassen (Little Rock, Oklahoma City, Providence, Springfield) erhielten anstelle des zweiten schweren vorderen Geschützturms größere Brückenaufbauten mit Stabsräumen, um sie als Flottenflaggschiffe einsetzen zu können. Das dritte Schiff der Klasse behielt jeweils zwei 152-mm-Drillingstürme.
Anfang der 1960er Jahre wurde mit dem Umbau der Atlanta zum „shock test target ship“ begonnen. Sie erhielt neue Aufbauten, wurde mit modernster Elektronik und Radaranlagen ausgerüstet und ab 1965 zur Erforschung der Auswirkungen von Druckwellen auf Schiffe eingesetzt.

### Dienstzeit und Verbleib
Die 27 fertiggestellten Kreuzer der Klasse wurden zwischen Juni 1942 und Oktober 1946 in Dienst gestellt. Kurz nach dem Ende des Zweiten Weltkriegs wurde ein Großteil der Schiffe eingemottet und der Reserveflotte überstellt, nur die Pasadena und die Manchester blieben bis 1950 beziehungsweise 1956 in der aktiven Flotte. Die zu Lenkwaffenkreuzern umgerüsteten Schiffe wurden zwischen 1969 und 1979 ausgemustert.
Nur die Little Rock blieb erhalten, sie liegt heute als Museumsschiff im Buffalo and Erie County Naval & Military Park in Buffalo, New York am Ufer des Eriesees. Alle anderen Schiffe wurden entweder abgebrochen und verschrottet oder als Zielschiffe versenkt.

## Technik

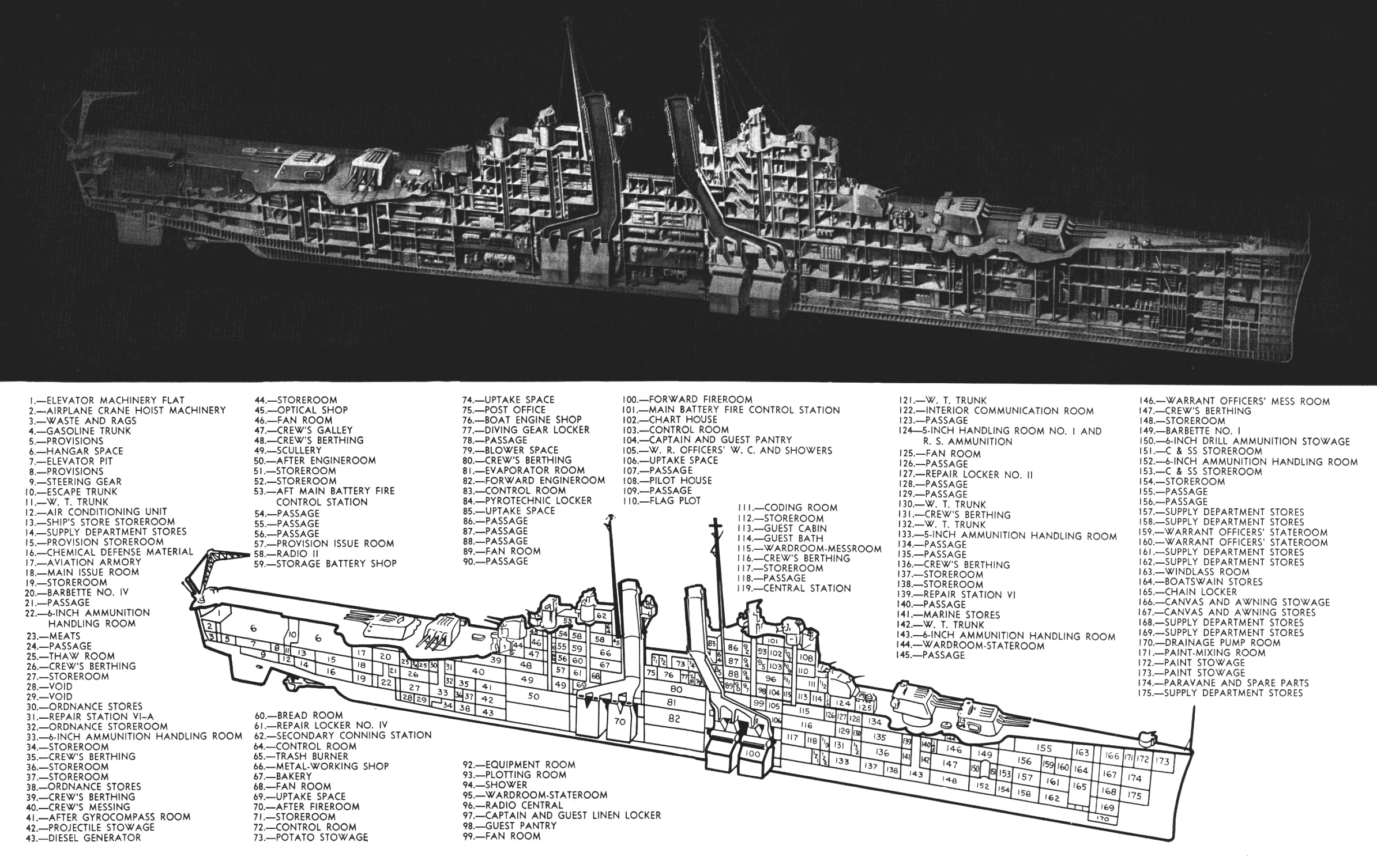
Risszeichnung eines Kreuzers der Cleveland-Klasse

### Rumpf und Panzerung
Der Rumpf eines Kreuzers der Cleveland-Klasse war 186 Meter lang und 20,2 Meter breit. Der Tiefgang betrug etwa 7,5 Meter, die Standardverdrängung lag bei 11.744 ts, die Einsatzverdrängung bei etwa 14.100 ts. Durch Umbauten während des Krieges stieg die Verdrängung auf knapp 14.400 ts, der Tiefgang auf 7,6 Meter. Die Lenkwaffenumbauten der Nachkriegszeit hatten mit 10.670 ts eine geringere Leerverdrängung als die Ursprungsversion während des Krieges, was vor allem durch die Entfernung der schweren Geschütztürme bedingt war. Die maximale Einsatzverdrängung der Lenkwaffenkreuzer lag bei 14.600 ts.

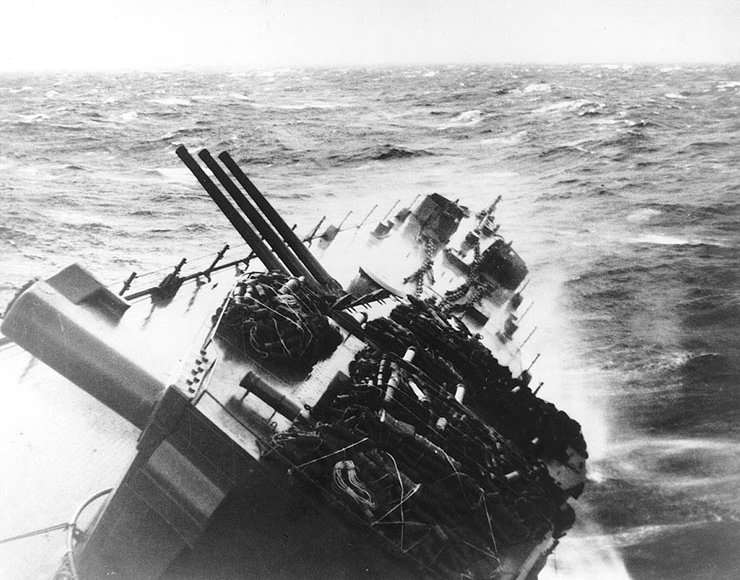
Die Santa Fe rollt schwer während eines Taifuns 1944

Die Decksaufbauten erstreckten sich über das mittlere Drittel des Rumpfs. Das erste Oberdeck erstreckte sich über die gesamte Länge der Aufbauten, darüber waren diese zwischen den beiden Schornsteinen, deren Spitzen 23,5 Meter über Wasserlinie lagen, geteilt. Die höchste Mastspitze der Kreuzer befand sich 34,5 Meter über der Wasserlinie. Die Aufbauten sollten ursprünglich aus einer leichten Aluminiumlegierung hergestellt werden – der Aluminiummangel während der Bauzeit zwang aber zur Verwendung von Schiffbaustahl. Dadurch erhöhte sich die Topplastigkeit der Kreuzer, die Schiffe galten als sehr instabil und schlinger- und rollanfällig.
Wichtige Schiffssysteme wurden durch einen 121 Meter langen Panzergürtel aus 127 mm starkem Panzerstahl geschützt, die restliche Rumpfpanzerung war 38 mm stark. Die Stärke der Deckspanzerung betrug 50 mm, die Schotten waren 127 mm stark. Die Geschütztürme waren an der Vorderseite mit 165 mm Panzerstahl verstärkt, die Seiten und das Dach jeweils mit 76 mm. Die Stärke der Panzerung des Kommandoturms lag bei 127 mm Stärke an den Seiten und 76 mm auf dem Dach. Ab dem achten Schiff der Klasse, der USS Vincennes, wurde auf die Panzerung der Kommandobrücke verzichtet und die Zitadelle entfernt, um die Topplastigkeit der Schiffe zu verringern.
Im Gegensatz zu älteren Kreuzerklassen verfügten die Schiffe über keine Bullaugen oder Öffnungen in den Bordwänden mehr, was einerseits den Schutz erhöhte, andererseits aber eine vollständige künstliche Beleuchtung und Belüftung der unteren Decks erforderte. Zudem war im Vergleich mit der Brooklyn-Klasse die Unterteilung des Rumpfes in wasserdichte Abteilungen verbessert, was die Überlebensfähigkeit der Schiffe erhöhte.

### Antrieb
Die Antriebsanlage der Kreuzer bestand aus vier Getriebeturbinen von General Electric, die ihren Dampf mit 43,7 bar Druck aus vier Kesseln von Babcock & Wilcox erhielten. Die Antriebsanlage hatte eine Gesamtleistung von 100.000 PS und ermöglichte eine Höchstgeschwindigkeit von 32,5 Knoten. Der Treibstoffvorrat variierte je nach Baulos und betrug zwischen 1507 und 2100 Tonnen Schweröl, damit lag die Reichweite bei 15 Knoten bei 11.000 Seemeilen. Für Notfälle verfügten die Schiffe über zwei dieselgetriebene Notstromaggregate mit jeweils 250 Kilowatt Leistung.

### Bewaffnung

#### Hauptartillerie

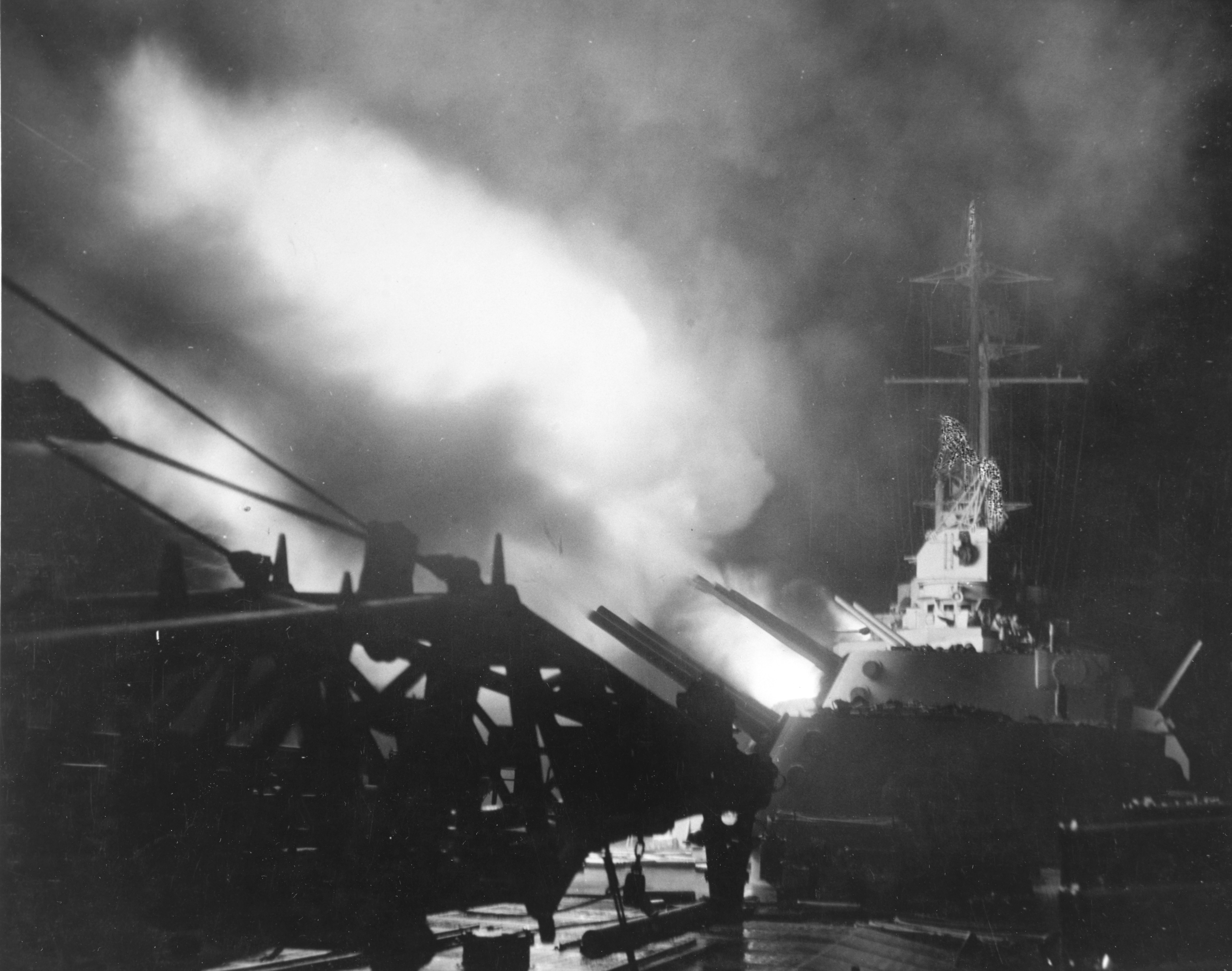
Die achteren Geschütztürme der Columbia eröffnen das Feuer auf die Shortland-Inseln

Die Hauptbewaffnung der Kreuzer bestand bei ihrer Indienststellung aus vier Geschütztürmen mit je drei Geschützen im Kaliber 152 mm (6 Zoll), Kaliberlänge 47. Jeweils zwei Geschütztürme befanden sich vor und achtern der Schiffsaufbauten. Die jeweils etwa 170 Tonnen schweren Geschütztürme hatten eine Besatzung aus drei Offizieren und 53 Mannschaften. Die oberen beiden Geschütztürme verfügten über jeweils einen optischen Entfernungsmesser.
Die halbautomatisch geladenen Geschütze mit einem Rohrgewicht von 6,6 Tonnen hatten eine Kadenz von acht bis zehn Schuss pro Minute. Die maximale Reichweite lag bei fast 24 Kilometern, abhängig vom Granatentyp und der Rohrüberhöhung. Die Mündungsgeschwindigkeit betrug, abhängig von der Größe der Treibladungen, zwischen 625 und 812 m/s. Die maximale Rohrüberhöhung betrug 60 Grad, die minimale minus fünf Grad. Der Schwenkbereich der Türme betrug 300 Grad, die Schwenkrate 10 Grad pro Sekunde.
Die Schiffsgeschütze waren in der Lage, überschwere panzerbrechende Granaten zu verschießen, die gegenüber den Granaten der Geschütze der Omaha-Klasse eine doppelt so hohe Penetrationswirkung aufwiesen. Die 59 kg schweren Granaten konnten auf Entfernungen bis fünf Kilometer 20 cm Panzerung durchschlagen, bei Steilfeuer auf große Entfernungen bis zu 80 mm Deckspanzerung.
Während des Umbaus zum Lenkwaffenkreuzer wurden bei allen sechs Schiffen die beiden achteren 152-mm-Geschütztürme entfernt, die Galveston und die Topeka behielten ihre beiden vorderen Türme. Auf den vier übrigen Kreuzern wurde der zweite der vorderen Türme entfernt, um Raum für die neue Brücke zu schaffen.

#### Mittelartillerie

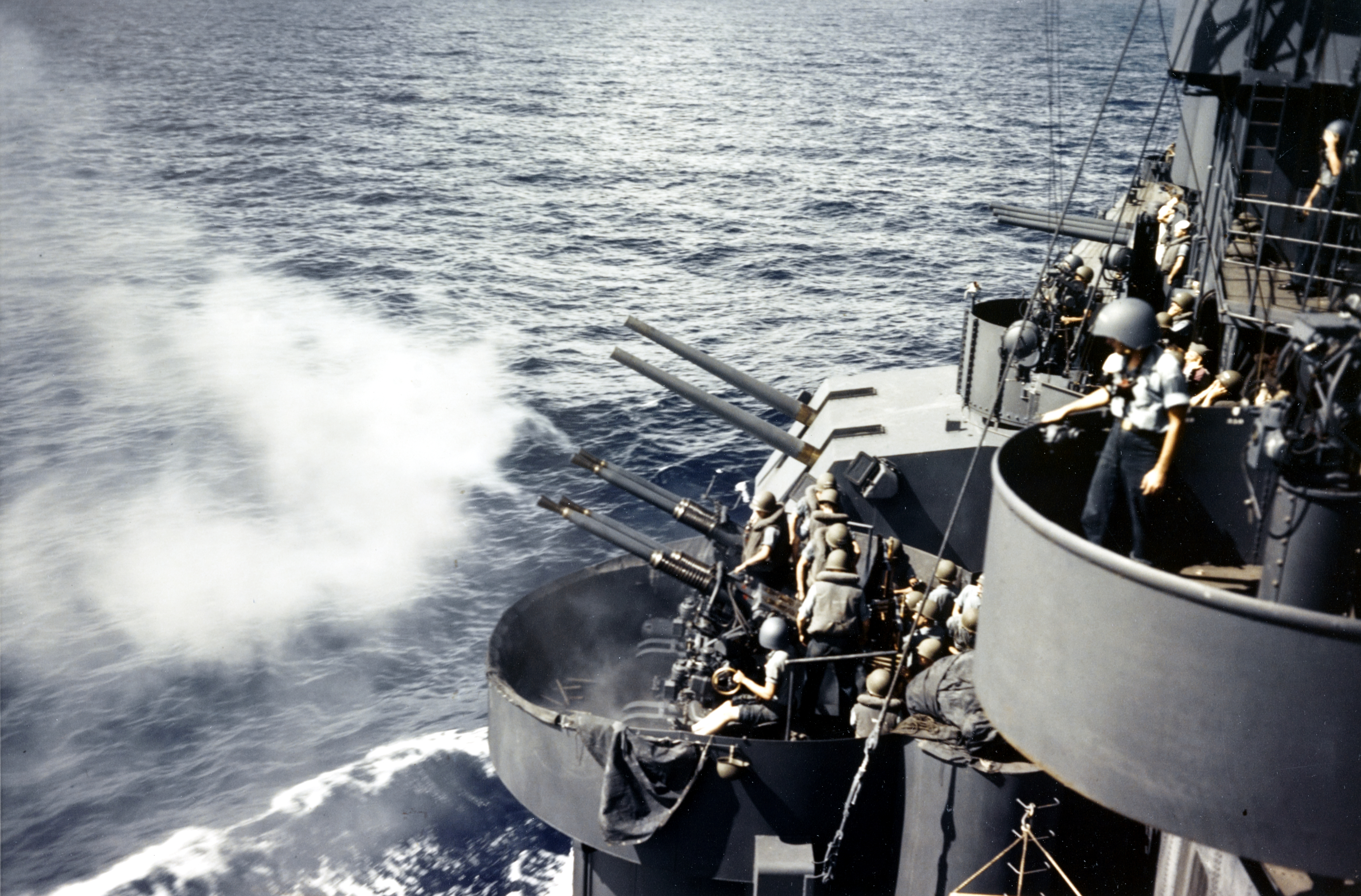
Mittelartillerie und Flak an Bord der Biloxi

Die Mittelartillerie der Kreuzer bestand aus zwölf Geschützen, Kaliber 5 Zoll (127 mm), Kaliberlänge 38, die in sechs Mark-32-Zwillingstürmen untergebracht waren. Jeweils zwei Geschütztürme befanden sich seitlich der Aufbauten backbords und steuerbords, jeweils ein Turm war vorne und achtern zwischen den Aufbauten und dem oberen 6-Zoll-Drillingsturm montiert.
Die Positionen der achteren Flügeltürme waren in Abhängigkeit von der Bauserie unterschiedlich. Die zweite Unterserie der Klasse (Vincennes-Klasse) hatte nicht nur eine andere, eckige Brückenform und eine neue Anordnung der Feuerleitgeräte, sondern auch weiter achtern stehende 5-Zoll-Seitentürme, um im Mittschiffsbereich mehr Raum für 40-mm-Bofors-Flak zu gewinnen.
Die Geschütztürme, die ein Gewicht von 47 Tonnen hatten, wurden elektrisch betrieben und hatten eine Besatzung von 27 Mann. Die Kadenz lag normalerweise bei 15 bis 20 Schuss pro Minute, gut eingespielte Mannschaften erreichten bis zu 30 Schuss pro Minute. Verschossen wurden entweder Mark-49-Splittergranaten zur Luftabwehr oder panzerbrechende Mark-46-Granaten. Bei einer Entfernung von 10 km konnten die 24,5 kg schweren panzerbrechenden Granaten, die das Geschützrohr mit 792 m/s verließen, noch bis zu 51 mm Rumpfpanzerung durchschlagen, die maximale Reichweite betrug bei 45° Rohrüberhöhung über 8 Seemeilen. Die 25 kg schweren Luftabwehrgranaten hatten bei einer Mündungsgeschwindigkeit von 762 m/s eine Gipfelhöhe von fast 12 km. Beim Feuern lief das Rohr um bis zu 38 cm zurück, während es hydraulisch gedämpft wurde.
Die Galveston und die Topeka behielten nach dem Umbau drei der 127-mm-Zwillingstürme, einen vor und zwei jeweils seitlich der Brücke. Bei den vier anderen Lenkwaffenumbauten wurde nur ein 127-mm-Turm zwischen dem 152-mm-Turm und der Brücke beibehalten.

#### Leichte Bewaffnung
Als Luftabwehrbewaffnung verfügten die Kreuzer 1942 über acht bis zwölf 40-mm-Bofors-Geschütze mit Kaliberlänge 70, die in vier Lafetten um die Aufbauten verteilt aufgestellt waren (entweder vier Zwillinge oder zwei Zwillinge und zwei Vierlinge). Die zweite Baugruppe kam bereits mit 20 Rohren dieser Waffen in Dienst (vier Vierlinge, zwei Zwillinge). Im Laufe des Krieges wurde die Zahl der 40-mm-Geschütze auf bis zu 28 erhöht, auch wurden Zwillings- durch Vierlingslafetten ersetzt. Die 900 Gramm schweren Granaten der 40-mm-Geschütze erreichten eine Gipfelhöhe von 6797 Metern, die maximale Reichweite bei 45° Rohrüberhöhung betrug 10.180 Meter. Die Kadenz betrug etwa 120 Schuss pro Minute, abhängig vom Tempo der Bedienmannschaft, die Mündungsgeschwindigkeit lag bei 881 Metern pro Sekunde.
Zusätzlich waren die Kreuzer mit bis zu rund 30 20-mm-Oerlikon-Maschinenkanonen in Einzellafetten, später auch Zwillingen, ausgestattet. Da diese Kanonen wegen des geringen Geschossgewichts von nur 120 Gramm Kamikazeflugzeuge nicht effektiv aufhalten konnten, wurde die Anzahl der 20-mm-Geschütze zugunsten der 40-mm-Flak reduziert.
Die Manchester erhielt ab 1952 anstelle der 40-mm-Geschütze 16 76-mm-Flaks mit Kaliberlänge 50 in Zwillingslafetten, die eine um 2000 Meter höhere Gipfelhöhe im Luftabwehreinsatz erreichten.

#### Lenkwaffen
Die drei Schiffe der Galveston-Klasse (Galveston, Little Rock, Oklahoma City) besaßen nach dem Umbau zwischen 1956 und 1960 achtern einen Zwillingsstarter für Talos-Boden-Luft-Raketen mit 160 km Reichweite sowie ein Magazin für 46 Raketen. Die drei Schiffe der Providence-Klasse (Providence, Springfield, Topeka) erhielten zwischen 1957 und 1960 einen Zwillingsstarter für Terrier-SAM mit 32 km Reichweite sowie ein Magazin für 120 Raketen.

### Elektronik

#### Ortungsradare

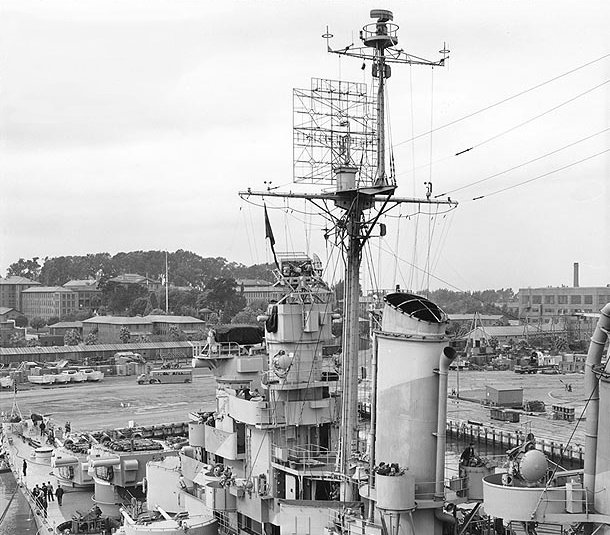
Mast der Astoria, an der Mastspitze das SG-Radar, darunter die große Antenne des SK-1-Radars

Die Radarausrüstung der Kreuzer war nie einheitlich, die Schiffe erhielten jeweils die bei Indienststellung oder während der Werftaufenthalte aktuelle Radarausrüstung. Nachfolgend die bei der Cleveland-Klasse und den aus ihr resultierenden Umbauten verwendeten Radaranlagen:
SK/SK-2-Radar
Aufgrund seiner quadratischen Form (5,2 m × 5,2 m) und der offenliegenden Drähte als „bedspring“ (Bettfeder) bezeichnet, konnte die Radaranlage einen anfliegenden Bomber in 3.000 Metern Höhe auf 185 Kilometer Entfernung orten. Der 1944 eingeführte Nachfolger SK-2 verfügte über eine 5,2 Meter messende runde Antenne, die das seitliche Erfassungsfeld verbesserte.
SC-2-Radar
Als Reservesystem für das SK-Radar vorgesehen, konnte das SC-2-Radar mit seiner 4,6 Meter mal 1,4 Meter messenden Antenne Flugzeuge in 3.000 Metern Höhe auf 150 Kilometer Entfernung orten, große Schiffe auf knapp 40 Kilometer.
SG-Radar
Meist paarweise eingesetzte Überwasserortungsanlage mit einer Erfassungsreichweite von bis zu 40 Kilometer für Oberflächenziele und 27 Kilometer für Luftziele.
SP-Radar
Verwendung auf den Kreuzern, die nach dem Ende des Zweiten Weltkriegs noch im Einsatz waren. Die Ortungsreichweite gegen Luftziele betrug bis zu 130 Kilometer, gegen Oberflächenziele 64 Kilometer. Die Radaranlage konnte auch als Jägerleitradar verwendet werden.
SR-3-Radar
Wie das SP-Radar wurde auch das SR-3-Radar nach dem Zweiten Weltkrieg an Bord verwendet. Es war ein Weitbereichs-Luftraumortungsanlage mit bis zu 180 Kilometern Erfassungsreichweite bei Luftzielen in großer Höhe.
SPS-6-Radar
Das SPS-6 wurde ab 1951 lediglich auf der USS Manchester eingeführt und verfügte mit seiner 5,5 mal 1,5 Meter großen Parabolantenne über eine Aufklärungsreichweite von bis zu 260 Kilometern, abhängig von der Größe des Ziels.
SPS-8-Radar
Eingeführt wurde das SPS-8 ab 1951 auf der Manchester und ab 1956 auf den Lenkwaffenumbauten. Die Ortungsreichweite betrug bis zu 305 Kilometer. Die elektrische Leistungsaufnahme betrug 650 kW.
SPS-10-Radar
Das SPS-10 war ein Oberflächensuchradar, das auf den Lenkwaffenkreuzern ab 1956 bis Dienstzeitende verwendet wurde. Besonders genau war die Radaranlage bei der Verfolgung kleiner Ziele wie Bojen oder U-Boot-Sehrohren, die je nach Höhe über der Wasseroberfläche auf Entfernungen bis zu 14 Kilometern geortet werden konnten.
SPS-30-Radar

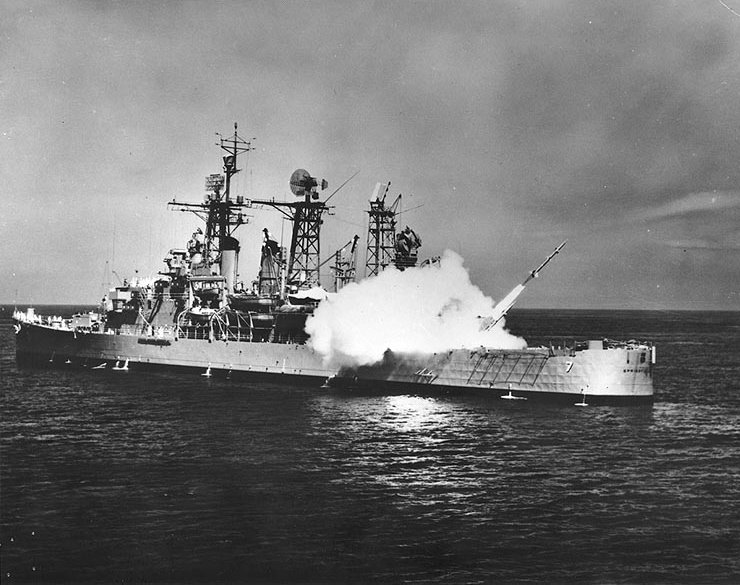
USS Springfield beim Übungsschießen im Mittelmeer. Auf dem achteren Mast SPS-39, davor SPS-30 und SPS-37

Zuerst 1962 eingeführt, hatte dieses Radargerät eine Reichweite von 400 km bei einer Leistungsaufnahme von 2,5 MW. Erkennbar war SPS-30 vor allem an der 3,7 m × 4,6 m großen Parabolantenne. Meist wurde sie zusammen mit SPS-37/43 eingebaut.
SPS-39
Löste ab 1962 den zuerst verwendeten Vorläufer SPS-42 ab. Das 3D-Radar hatte eine Ortungsreichweite von etwa 320 Kilometern bei Luftzielen. Es übernahm auch die Zielzuweisung für die Talos/Terrier-FK-Systeme.
SPS-37A
Einführung ab 1960, die Ortungsreichweite lag zwischen 430 und 555 Kilometern, abhängig vom Antennentyp. Die Anlagen mit der größeren Ortungsreichweite wurden ab 1962 als SPS-43 bezeichnet.
SPS-52
Einführung ab 1967 auf den Schiffen der Providence-Klasse, Luftraumüberwachungsradar mit bis zu 520 Kilometern Ortungsreichweite.

#### Feuerleitung

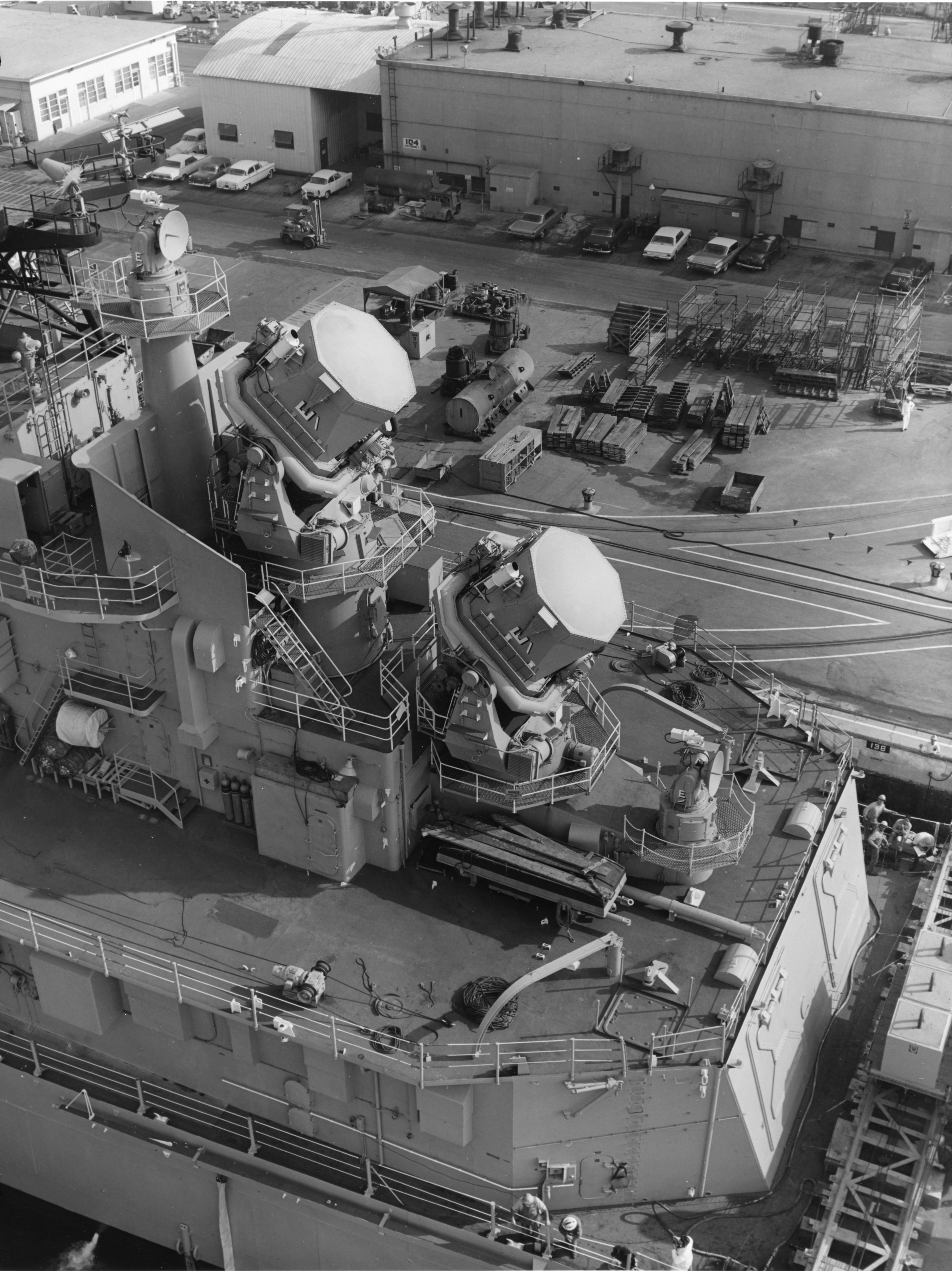
SPG-49-Zielbeleuchter an Bord der Oklahoma City

Mark 34
Zwei Mark-34-Feuerleitanlagen übernahmen die Steuerung der 152-mm-Drillingstürme. Sie befanden sich mittschiffs auf den Aufbauten und verfügten über einen optischen Entfernungsmesser sowie ein Mark-13-Feuerleitradar.
Mark 37
Die 127-mm-Zwillingstürme wurden durch zwei Feuerleitanlagen vom Typ Mark 37 gesteuert, die sich auf den Aufbauten befanden, je eines über der Brücke und achtern am Ende der Aufbauten. Die Anlagen waren in der Lage, Flugzeuge im Horizontalflug bis zu einer Geschwindigkeit von 400 Knoten und im Sturzflug bis zu einer Geschwindigkeit von 250 Knoten zu verfolgen.
Mark 56
Die Manchester erhielt zusammen mit der Einführung der 76-mm-Geschütze auch vier neue Feuerleitgeräte vom Typ Mark 56, die eine maximale Zielgeschwindigkeit von bis zu 630 Knoten aufwiesen und damit auch in der Lage waren, Jetflugzeuge zu erfassen und zu verfolgen.
Mark 73
Feuerleitanlage für das Terrier-System an Bord der Providence-Klasse. Es verfügte über zwei SPQ-5-Zielbeleuchter und das Weapon Direction System Mk.3.
Mark 77
Feuerleitanlage für das Talos-System der Galveston-Klasse. Zwei SPS-49-Zielbeleuchter und das Weapon Direction System Mk.2 konnten gleichzeitig bis zu sechs Flugkörper auf eine Entfernung von bis zu 329 Kilometern ins Ziel bringen.

### Luftfahrzeuge

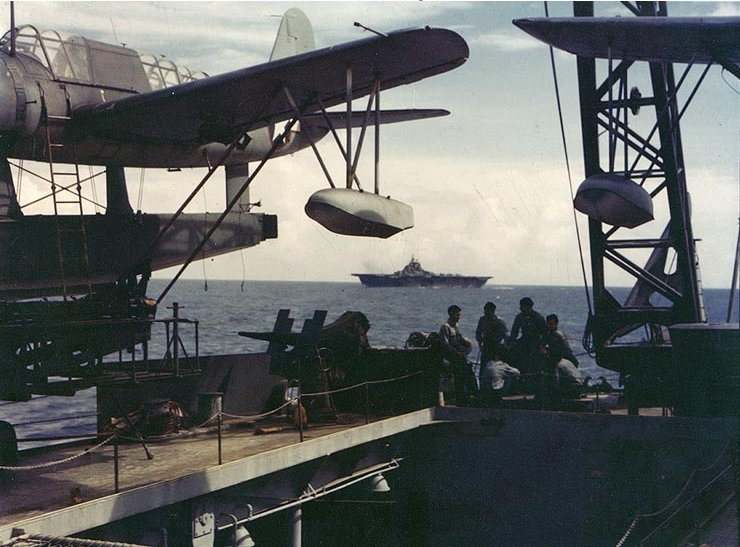
Blick über den geöffneten Hangar auf dem Heck der Mobile

Auf dem Achterdeck befanden sich zwei Flugzeugkatapulte, mit denen die Bordflugzeuge gestartet werden konnten. Vier bis acht Bordflugzeuge fanden im Hangar unter Deck zwischen den beiden Katapulten Platz. Ein einzelner Flugzeugkran ermöglichte das Aufnehmen der Wasserflugzeuge von der Wasseroberfläche, konnte aber auch zum Aussetzen von Beibooten verwendet werden. Normalerweise befanden sich vier Bordflugzeuge auf den Kreuzern, am häufigsten wurde die OS2U Kingfisher verwendet, welche die zu Beginn der Einsatzzeit an Bord stationierten älteren SOC-Seagull-Doppeldecker ablösten. Auch die wenig erfolgreiche SO3C Seamew sowie gegen Kriegsende die einsitzige SC-1 Seahawk wurden an Bord der Kreuzer verwendet. Nachdem schon während des Krieges ein Flugzeugkatapult entfernt worden war, wurden die Bordflugzeuge nach dem Kriegsende ganz aufgegeben. Stattdessen wurde auf dem Achterdeck ein einfacher hölzerner Landeplatz für Hubschrauber eingerichtet, welche die Aufgaben der Bordflugzeuge übernahmen. Der Flugzeughangar wurde für die Unterbringung der Beiboote der Kreuzer genutzt. Während des Koreakriegs wurden unter anderem Sikorsky H-5 als Beobachtungs- und Rettungshubschrauber eingesetzt. Auf den umgebauten Kreuzern der Providence- und Galveston-Klasse befand sich achtern dann ein Landeplatz für Hubschrauber sowie für VERTREP-Operationen, also für die Versorgung durch schwebende Helikopter (VERTREP: Vertical Replenishment, dt.: Vertikale Versorgung), das Fehlen eines Hangars verhinderte jedoch eine dauerhafte Stationierung von Hubschraubern an Bord.